# Ana Mendes Godinho
Ana Manuel Jerónimo Lopes Correia Mendes Godinho (Lisboa, 29 de junho de 1972) é uma jurista, funcionária pública e política portuguesa. Atualmente exerce funções de deputada na Assembleia da República Portuguesa e candidata do PS à Câmara Municipal de Sintra. Foi ministra do Trabalho, Solidariedade e Segurança Social nos XXII e XXIII Governos Constitucionais, tendo anteriormente exercido as funções de Secretária de Estado do Turismo.
Em janeiro de 2025, foi anunciada como a candidata do Partido Socialista (PS) à presidência da Câmara Municipal de Sintra nas eleições autárquicas de 2025, o segundo município mais populoso de Portugal. 

## Biografia
Nascida em Lisboa, foi com 3 meses para Moçambique, onde viveu até aos 2 anos de idade.
Licenciou-se em Direito pela Faculdade de Direito da Universidade de Lisboa e fez pós-graduações em Direito do Trabalho e em Legística e Ciência da Legislação. Após concluir o estágio de advocacia entre 1995 e 1997, foi consultora jurídica do Ministério da Defesa Nacional e da Direção-Geral do Turismo, entre 1997 e 2001. Em 2001, iniciou a sua carreira como Inspetora do Trabalho na Autoridade para as Condições do Trabalho (ACT) e, em 2011, começou a exercer funções na Direção de Serviços de Apoio à Atividade Inspetiva.
Ao longo da sua trajetória profissional ocupou diversos cargos na administração pública, em entidades relacionadas com o turismo e políticas públicas. Foi administradora da Turismo Capital, SCR, SA, e da Turismo Fundos, SGFII, SA, entre 2009 e 2010; vice-presidente do Turismo de Portugal, IP, de 2010 a 2011; e vice-presidente do Conselho Geral do Fundo Imobiliário Especial de Apoio às Empresas, entre 2010 e 2012. Representou Portugal no Comité Técnico da ISO/TC 228 Turismo (2010/11) e integrou a Comissão de Avaliação e Acompanhamento da Nova Estratégia para a Deficiência (2009/11).
Exerceu funções como Adjunta e Chefe do Gabinete do Secretário de Estado do Turismo no XVII Governo Constitucional de Portugal Governo Constitucional de Portugal entre 2005 e 2009. Foi membro do Conselho Consultivo da Fundação Inatel entre 2009 e 2011. Coordenou projetos nacionais e europeus relacionados com inspeções do trabalho, incluindo o «Knowledge Sharing System» do Comité dos Altos Responsáveis das Inspeções do Trabalho (CARIT) e a campanha europeia «Quedas ao Mesmo Nível», realizada em 2014.

## Carreira Política
Iniciou a carreira política em maio de 2005 como adjunta e chefe do gabinete do secretário de Estado do Turismo, Bernardo Trindade, no primeiro governo liderado por José Sócrates, cargo que ocupou até maio de 2009. Em 2015, toma posse como secretária de Estado do Turismo no primeiro governo de António Costa e, em 2019, passa a Ministra do Trabalho, Solidariedade e Segurança Social no segundo governo de Costa. Em 2022, manteve-se como Ministra do Trabalho, Solidariedade e Segurança Social no terceiro governo de Costa.

## Secretária de Estado do Turismo
Foi nomeada Secretária de Estado do Turismo em novembro de 2015, no primeiro governo liderado por António Costa. Durante o mandato, que decorreu até outubro de 2019, coordenou a implementação da Estratégia para o Turismo 2027, um plano que tinha como objetivo duplicar as receitas turísticas em dez anos. Durante este período, as receitas do setor aumentaram de 10,3 mil milhões de euros em 2014 para 18,4 mil milhões de euros em 2019, e o índice de sazonalidade atingiu o valor mais baixo registado até então. Sob a sua liderança, Portugal recebeu reconhecimento internacional como destino turístico, tendo sido distinguido com diversos prémios nos World Travel Awards.
- 2017: Portugal foi eleito pela primeira vez como Melhor Destino Turístico do Mundo nos World Travel Awards, tornando-se o primeiro país europeu a conquistar esta distinção. Lisboa venceu o prémio de Melhor Destino para City Break do Mundo, Madeira foi reconhecida como Melhor Destino de Ilhas, e Turismo de Portugal foi premiado como Melhor Organismo Oficial de Turismo do Mundo[19][20]. Portugal também ganhou o título de Melhor Destino Europeu[21], durante a cerimónia em São Petersburgo, na Rússia.

- 2018: Portugal repetiu o sucesso ao ser novamente distinguido como Melhor Destino Turístico do Mundo[22] e Melhor Destino Europeu[23] nos World Travel Awards. Lisboa foi premiada como Melhor Destino para City Break do Mundo, e a Madeira manteve o título de Melhor Destino Insular do Mundo. O Turismo de Portugal foi mais uma vez reconhecido como Melhor Organismo Oficial de Turismo do Mundo[24]. O país continuou a destacar-se internacionalmente pelo seu desempenho no setor turístico, com várias regiões e instituições portuguesas também premiadas. A cerimónia aconteceu no Pátio da Galé, em Lisboa, marcando a primeira vez que Portugal sediou este evento.

- 2019: Portugal foi mais uma vez reconhecido nos World Travel Awards, recebendo pela terceira vez consecutiva o prémio de Melhor Destino Turístico do Mundo[25]. Lisboa foi distinguida como Melhor Destino para City Break do Mundo, a Madeira recebeu o título de Melhor Destino Insular do Mundo, e os Passadiços do Paiva foram premiados como Melhor Atração Turística do Mundo no Segmento de Aventura. O Turismo de Portugal foi novamente galardoado como Melhor Organismo Oficial de Turismo do Mundo. A cerimónia decorreu na Royal Opera House, em Mascate, Omã[26]. Embora Ana Mendes Godinho já não estivesse no cargo na altura do evento, os galardões refletiram as políticas e estratégias implementadas durante o seu mandato.

Na edição de 2019 da Bolsa de Empregabilidade, integrada na Bolsa de Turismo de Lisboa (BTL), destacou-se como uma iniciativa que, no período de 2015 a 2019, contribuiu para a criação de cerca de 100 mil postos de trabalho no setor do turismo. Sob a liderança de Ana Mendes Godinho, foram promovidas ações que fomentaram a captação de novas rotas aéreas e a diversificação de mercados emissores. Entre os mercados estratégicos abrangidos estavam os Estados Unidos, Canadá, Alemanha, França, Irlanda, Espanha, Escandinávia, Brasil e China, consolidando Portugal como um destino turístico competitivo e sustentável.

## Ministra do Trabalho, Solidariedade e Segurança Social
Em outubro de 2019, Ana Mendes Godinho foi nomeada Ministra do Trabalho, Solidariedade e Segurança Social no segundo governo liderado por António Costa, tendo defendido que o foco devem ser as Pessoas. Ana Mendes Godinho manteve-se como ministra no terceiro governo, de António Costa, formado em março de 2022. Neste cargo, destacam-se algumas políticas. 

### Gestão da Pandemia COVID-19
Enquanto Ministra do Trabalho, Solidariedade e Segurança Social foi responsável pela criação e gestão das respostas à pandemia de COVID-19 no âmbito do emprego, designadamente o lay-off simplificado, tendo sido apoiadas mais de 2,3 milhões de pessoas e 152 mil empresas.

### Gratuidade das creches e nova licença parental
Em 2022 foi lançado o programa Creche Feliz, programa que garante a gratuidade das creches. Foi introduzida também a nova licença parental, que visava uma divisão mais equilibrada das responsabilidades parentais ao mesmo tempo que incentivava a participação ativa das mulheres no mundo do trabalho.

### Agenda do Trabalho Digno
Em 2023 foi lançada a Agenda do Trabalho Digno, programa que inclui 70 medidas com o objetivo de combater a precariedade laboral e melhorar as condições de trabalho.

### Valorização Salarial
O salário mínimo fixou-se nos 820€, o que significou o maior aumento de sempre do salário mínimo. Foi criado o IRS Jovem com o objetivo de apoiar os jovens no início de carreira profissional com benefícios fiscais. Foram ainda estabelecidos incentivos fiscais em IRC às empresas que aumentam salários e estabelecido o compromisso de aumentar os salários anualmente. 

### Semana de Trabalho de Quatro Dias
Ana Mendes Godinho liderou a implementação do projeto-piloto da semana de trabalho de quatro dias em Portugal. O projeto envolveu 41 empresas e cerca de mil trabalhadores e visava retirar conclusões em termos de conciliação entre trabalho e família, saúde mental dos trabalhadores e produtividade.

### Acordos com o Setor Social
Foram feitos investimentos em novos equipamentos sociais, como creches e respostas para o envelhecimento e pessoas com deficiência, num investimento de mais de 800 milhões de euros, abrangendo cerca de 800 projetos. Foi criado o Centro para a Economia e Inovação Social (CEIS), com o objetivo de inovar, capacitar e modernizar a economia social, mediante a realização de formação profissional e de reconhecimento, validação e certificação de competências, no sentido de qualificar e requalificar os trabalhadores e respetivos dirigentes e gestores.

### Segurança Social
Enquanto Ministra do Trabalho, Solidariedade e Segurança Social, Ana Mendes Godinho foi responsável por várias iniciativas que visavam melhorar e sustentar o sistema de Segurança Social em Portugal, sendo de destacar o aumento de 48% da receita da Segurança Social em comparação com 2015 (pelo facto de, pela primeira vez, se ter ultrapassado os 5 milhões de trabalhadores na Segurança Social), o lançamento do programa “Clic” destinado a transformar digitalmente a Segurança Social, e a medida “Pensão na Hora” que permitia o deferimento automático da pensão de velhice e que visava a simplificação do processo para os cidadãos com cerca de 70% das pensões a serem atribuídas de forma automática. Foi também durante este período garantida a sustentabilidade a longo prazo de pensões da Segurança Social até para lá de 2070. O fundo de Estabilização Financeira da Segurança Social ultrapassou ainda pela primeira vez 40 mil milhões de euros, o que garantiu capacidade de pagamento das pensões durante 2 anos em caso de necessidade.

### Presidência Portuguesa do Conselho da União Europeia[47]
Durante a Presidência Portuguesa do Conselho da União Europeia, em 2021, Ana Mendes Godinho esteve envolvida em iniciativas e negociações relevantes. Destaca-se neste período a implementação do Pilar Europeu dos Direitos Sociais e a preparação para a realização da Cimeira Social do Porto. Também marcante na Presidência Portuguesa foi a implementação da Garantia para a Infância, reflexo do compromisso com as políticas sociais e bem-estar das crianças a nível europeu.

## Deputada à Assembleia da República
Após as eleições legislativas de 2024, foi eleita deputada à Assembleia da República pelo círculo eleitoral da Guarda. A sua atividade parlamentar centra-se na promoção de iniciativas legislativas que visam o apoio às famílias, o reforço de direitos fundamentais e a melhoria das condições de vida dos cidadãos, com especial atenção às áreas da proteção social e da coesão territorial. Entre as medidas legislativas aprovadas, incluem-se:
- Projeto de Lei n.º 379/XVI/1.ª (convertido em lei): Promove o acolhimento familiar como medida preferencial para crianças e jovens em perigo, permitindo que familiares ou candidatos à adoção sejam famílias de acolhimento, com base no superior interesse das crianças[52][53].
- Lei n.º 112/2009 (alterada pela Lei n.º 347/XVI/1.ª): Reforça a proteção às vítimas de violência doméstica, incluindo a nomeação imediata de patrono para assistência jurídica e a simplificação do acesso a indemnizações[54][55].
- Lei n.º 37/2024, de 7 de agosto: Elimina as taxas de portagem nos lanços e sublanços das autoestradas do Interior (antigas SCUT) e em vias onde não existam alternativas. Promove a mobilidade e o desenvolvimento económico nas regiões do interior[56][57].

Além da atividade legislativa, assumiu a Presidência da Delegação Permanente da Assembleia Parlamentar da Comunidade dos Países de Língua Portuguesa (CPLP), integrou a Missão de Observação Eleitoral às Eleições Gerais em Moçambique e participou na dinamização dos Parlamentos Jovens, incentivando uma maior participação cívica por parte dos jovens.